# Arnald de Bellême
Arnald, Arnold o Arnulf I de Belleme fou senyor de Belleme i comte d'Alençon.
Arnald, enfrontat amb el seu pare Guillem II Talvas, el va enderrocar el 1048 i el va forçar a fugir i portar una vida d'exiliat. Arnald es va apoderar de totes les seves terres i riqueses i va governar els seus dominis. Les cròniques diuen «si la crueltat de Guillem Talvas fou gran, la impietat del seu fill la va superar amb molt». Però no va governar gaire temps i va acabar estrangulat mentre dormia a Saint-Bômer-les-Forges. El control hauria passat llavors a Ives II de Bellême, germà de Guillem II Talvas, o bisbe de Sées.